# Kumbarikira
«Kumbarikira» es una canción de hip hop en idioma kukama-kukamiria y español lanzada en 2014 en Perú. El término kukama kumbarikira se traduce al castellano como 'compadrito'. La canción y su videoclip fue producida por Radio Ucamara en colaboración con la productora alemana Create Your Voice en la ciudad de Nauta, en Loreto. La canción habla sobre la importancia de conservar y revitalizar la lengua kukama.
La canción y videoclip fue realizado con el apoyo de niños de la Escuela Ikuari, maestros y líderes de la comunidad en Nauta. Dentro de los niños, destaca Danna Gaviota como una de las cantantes.
A través de su lanzamiento en la plataforma YouTube, y luego a través de la difusión radial en medios locales de Loreto, la canción tuvo un efecto interno positivo en la autoidentificación étnica de los miembros del pueblo kukama.